# Tales from the Hood 2
Tales from the Hood 2 es una película de antología de 2018 dirigida por Rusty Cundieff y producida ejecutivamente por Spike Lee. La película es la secuela de la antología de terror de 1995 de Cundieff y Scott, Tales from the Hood, y cuenta la historia de Mr. Simms actuando como consultor de un operador de prisión que está desarrollando «Robo-Patriots» mientras escucha diferentes historias de Simms para ayudar a determinar qué criminales deberían perseguir. 
Estrenada el 13 de julio de 2018 en el Fantasia Festival, Tales from the Hood 2 recibió críticas mixtas, destacando aquellas en las que se compara con su predecesor.

## Argumento
La película muestra cuatro historias diferentes cuyo tema central es el racismo: dos amigas de distintas razas yendo a un museo que alberga una variedad de propaganda racial (incluida la muñeca del segmento KKK Comeuppance de la primera película); tres gánsteres en busca de apropiarse de la fortuna de un ex proxeneta convertido en filántropo, al que después de asesinar recurren a un mediúm farsante para que pueda canalizarlo; dos chicos que fingen ser productores de cine acuden al domicilio de unas aspirantes a actríces, las cuales resultan ser vampiresas; y un concejal negro cuya esposa embarazada alucina con que Emmett Till le dice que «no está seguro de si merecen el niño» y el fantasma del propio Till cuestiona al concejal de su voto a un candidato republicano racista.
Estas historias se ven intervenidas por escenas de encuadre ambientadas en el futuro en las que Mr. Simms es reclutado por un operador de prisiones llamado Dummas Beach, para que les dé información de las historias ayudando a determinar mejor quién es un criminal y así llenar las cárceles.

## Reparto

### Robo-Hell
- Keith David como Mr. Simms
- Bill Martin Williams como Dumass Beach
- Jay Huguley como Grant Measpine
- Jeffrey Bryant Moss entre el público de la conferencia de prensa
- Toney Chapman Steele como miembro de la prensa
- Rusty Cundieff como reportero
- Leslie Castay como reportera

### Good Holly
- Allie DeBerry como Audrey
- Jasmine Akakpo como Zoe
- Andy Cohen como Philip
- Lou Beatty Jr. como Floyd
- Kenneth Kynt Bryan como Golliwog

### The Medium
- Bryan Batt como John Lloyd
- Creighton Thomas como Cliff Bettis
- Martin Bats Bradford como Brian
- Kedrick Brown como Booze
- Chad L. Chambers como Gore
- Sandra Gutiérrez como Sandra

### Date Night
- Alexander Biglane como Ty
- Greg Tarzan Davis como Kahad
- Alexandria Ponche como Carmen
- Cat Limket como Liz
- Zakery Jones como vampiro

### The Sacrifice
- Kendrick Cross como Henry Bradley
- Jillian Batherson como Emily Bradley
- Greta Glenn como Mamá Bradley
- David Dahlgren como el Dr. Martin Gwinette
- Wayne Dehart como el Sr. Winters
- Cotton Yancey como William Cotton
- Christopher Paul Horne como Emmett Till
- Brandon J Williams como James Chaney (sin acreditar)
- Stephen Doerfler como Michael Schwerner
- Terrance Sims como Martin Luther King Jr.
- John C. Coffman como recaudador de fondos políticos / policía del Ku Klux Klan
- Cynthia LeBlanc como recaudadora de fondos políticos
- Elton LeBlanc como recaudador de fondos políticos / policía del Ku Klux Klan
- Patrick Kearns como policía del Ku Klux Klan